# ليثروناكس
الليثروناكس (بالإنجليزية: Lythronax )‏ هو جنس ديناصورات من الثيروبودات من التيرانوصوريات عاش بين 80.6 إلى 79.9 مليون سنة مضت فيما يعرف الآن بجنوب يوتا، بالولايات المتحدة الأمريكية. اسم هذا الجنس مشتق من الكلمتين الإغريقيتين
lythron وتعني «دم» وanax التي تعني «ملك». كان الليثروناكس كبير الحجم، معتدل البنية، ثنائي الحركة، لاحما يمكنه النمو إلى طول يقدر بـ8 أمتار ووزن يصل حوالي 2.5 طن.
ل.أرغيستيس هو أقدم التيرانوصروريات المعروفة وذلك بناء على مكان الطبقة المكتشف فيها. يعرف الليثروناكس من نموذجٍ اعتُقد أنه يعود لديناصور بالغ واحد ويتكون هذا النموذج من جمجمة كاملة تقريبا، كلا عظمي العانة، قصبة الساق، الشظية ومشطي القدم 2 و5 من القائمة الخلفية اليسرى، وكذلك مجموعة من العظام الأخرى. يشير تشريح جمجمتة إلى أن كلا عيني الليثروناكس - مثل التيرانوصور- متجهتين للأمام وهذا منحه القدرة على الرؤية العميقة.

## الوصف

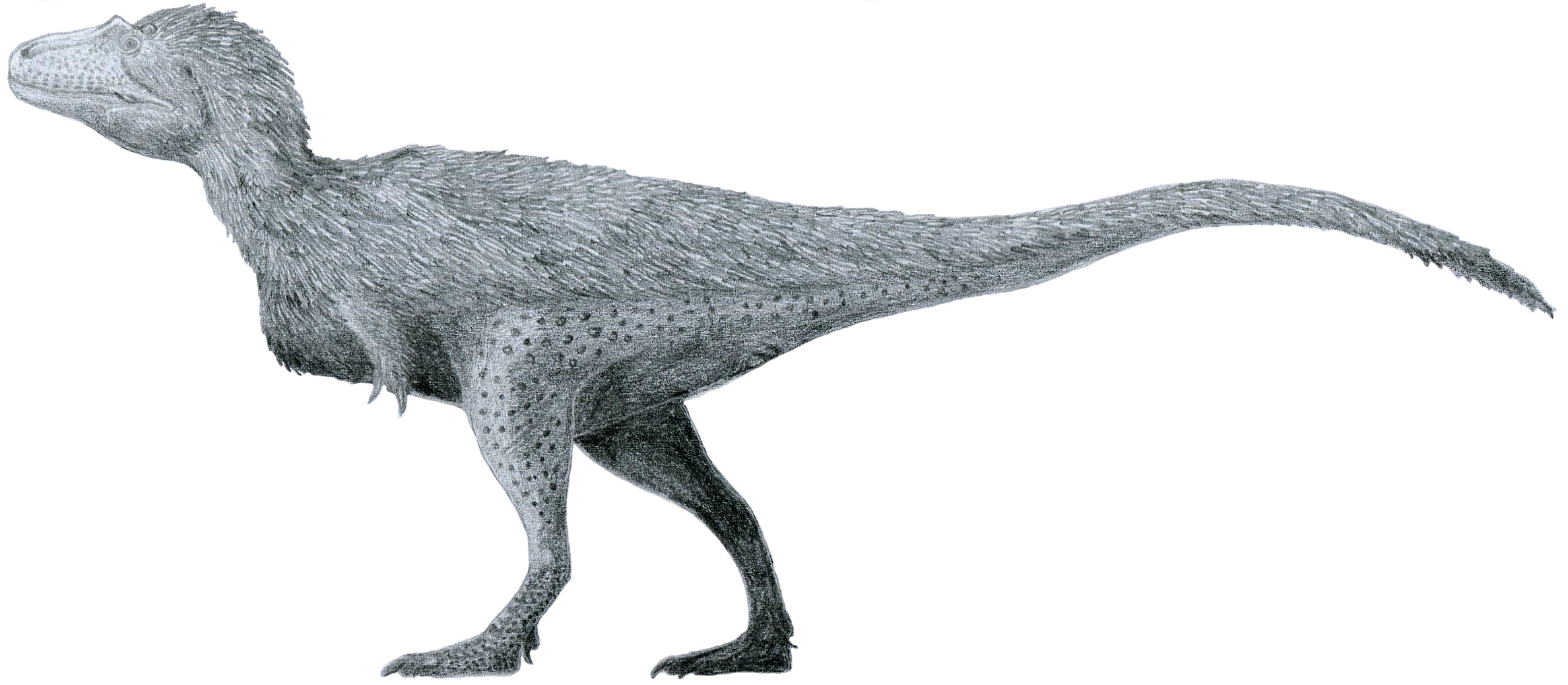
نموذج حي معاد التركيب لليثروناكس.

قُدِّر أن الليثروناكس كان يبلغ حوالي 7.3 متر طولا مع وزن يقدر بحوالي 2.5 طن، بناء على مقارنات مع أقارب وثيقي الصلة، كما أنه كان يملك جمجمة كبيرة مملوؤة بأسنان حادة. خطم جمجمته قصير مقارنة بأقربائه لأنه يشكل أقل من ثلثي طول الجمجمة، الجمجمة في مجملها عريضة جدا وطولها يتجاوز عرضها بضعفين ونصف فقط. إجمالا، الجمجمة تشابه مورفولوجيا نظيرتيها لدى التيرانوصور ركس والتربوصور. يحوي فكه العلوي الصلب تسنينا متغايرا، فالأسنان الخمسة الأولى أكبر بكثير من الأسنان الستة الأخرى. مثل باقي التيرانوصوريات الأخرى، لدى الليثروناكس امتداد عظم عانة كبير ويبلغ طوله حوالي 60% من عظم العانة. مورفولوجيا خلف القحف مشابهة لنظيراتها لدى التيرانوصوريات.